# Göteryd
Göteryd is een plaats in de gemeente Älmhult in het landschap Småland en de provincie Kronobergs län in Zweden. De plaats heeft 70 inwoners (2005) en een oppervlakte van 14 hectare. Göteryd wordt omringd door zowel landbouwgrond en bos als moerasachtig gebied, ook ligt de plaats vlak aan het meer Römningen. In de plaats staat de kerk Göteryds kyrka. De plaats Älmhult ligt zo'n twintig kilometer ten oosten van het dorp.

## Verkeer en vervoer
Bij de plaats loopt de Länsväg 120.
Älmhult · Diö · Liatorp · Eneryda · Delary · Häradsbäck · Hallaryd · Göteryd